# Trachycarpus latisectus
Trachycarpus latisectus là loài thực vật có hoa thuộc họ Arecaceae. Loài này được Spanner, Noltie & Gibbons miêu tả khoa học đầu tiên năm 1997.